# Amendola
Amendola is een metrostation in de Italiaanse stad Milaan dat werd geopend op 1 november 1964 en wordt bediend door lijn 1 van de metro van Milaan.

## Geschiedenis
In 1955 werd het metrobedrijf van Milaan opgericht voor de aanleg en exploitatie van de metro. In 1957 begon de aanleg van de eerste lijn bij het belendende station Buonarroti. Er werd in beide richtingen gewerkt volgens de Milanese methode. Het station onder het Piazza Giovanni Amendola, dat in het metroplan als Fiera was opgenomen, werd gebouwd onder de naam Amendola-Fiera in verband met het nabijgelegen jaarbeursterrein (Fiera). De tunnel vanuit het oosten was in april 1958 gevorderd tot Amendola en in februari 1961 was de ruwbouw gereed. Van 12 tot 25 april 1963 konden bezoekers aan de jaarbeurs alvast een kijkje nemen in het station waar ook het rollend materieel werd gepresenteerd. Het station was een van de 21 initiële stations van de Milanese metro die op 1 november 1964 geopend werden. In 2005 verhuisde de jaarbeurs naar een nieuw terrein bij Rho Fieramilano en werd het station omgedoopt in Amendola Fieramilanocity als verwijzing naar het overgebleven congrescentrum. Toen in 2015 het voormalige jaarbeursterrein twee eigen stations aan lijn 5 kreeg werd de naam ingekort tot Amendola.   

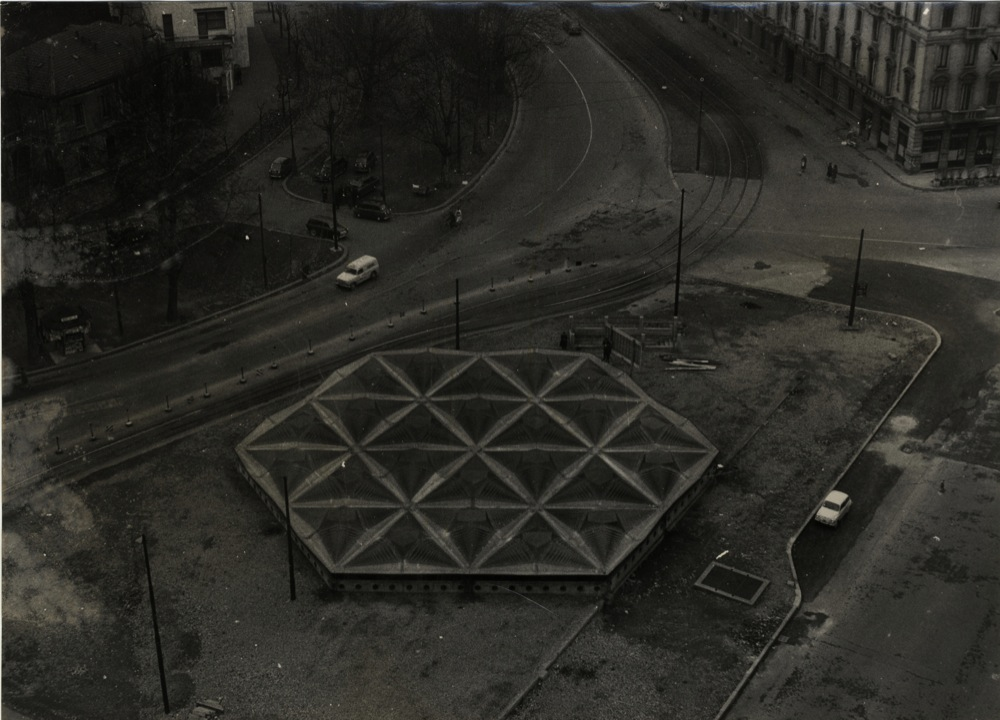
Het station gezien uit het westen in 1961
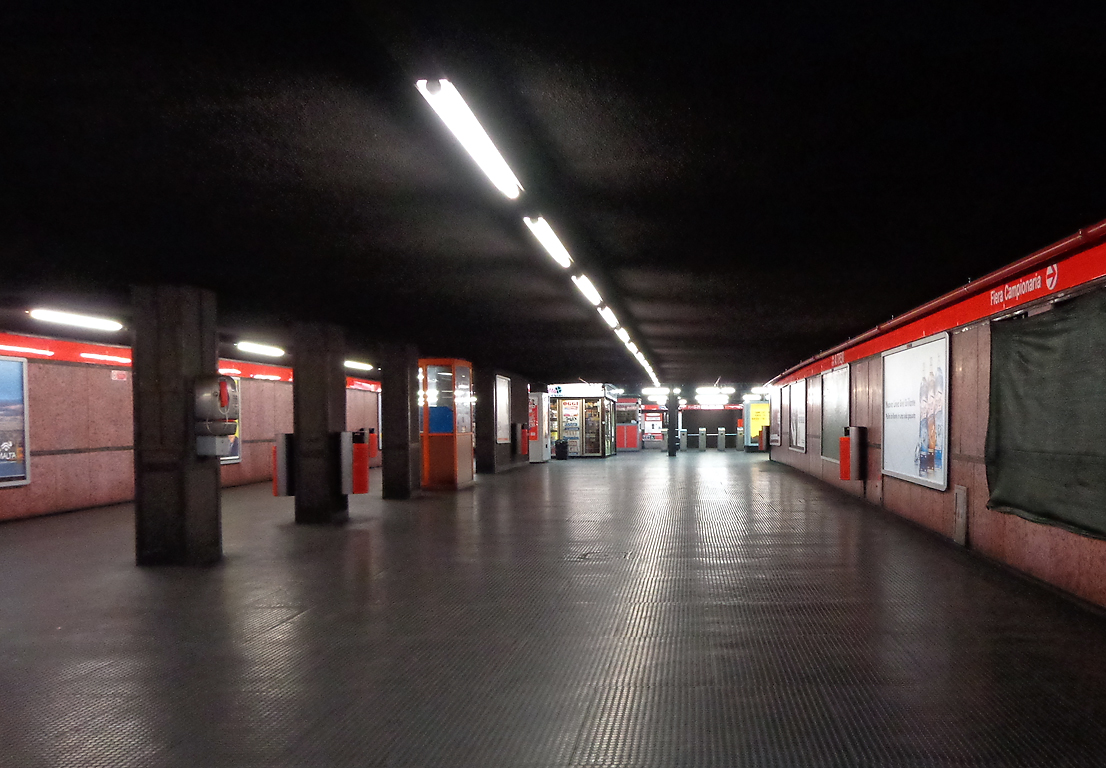
De tunnel tussen verdeelhal en jaarbeurs
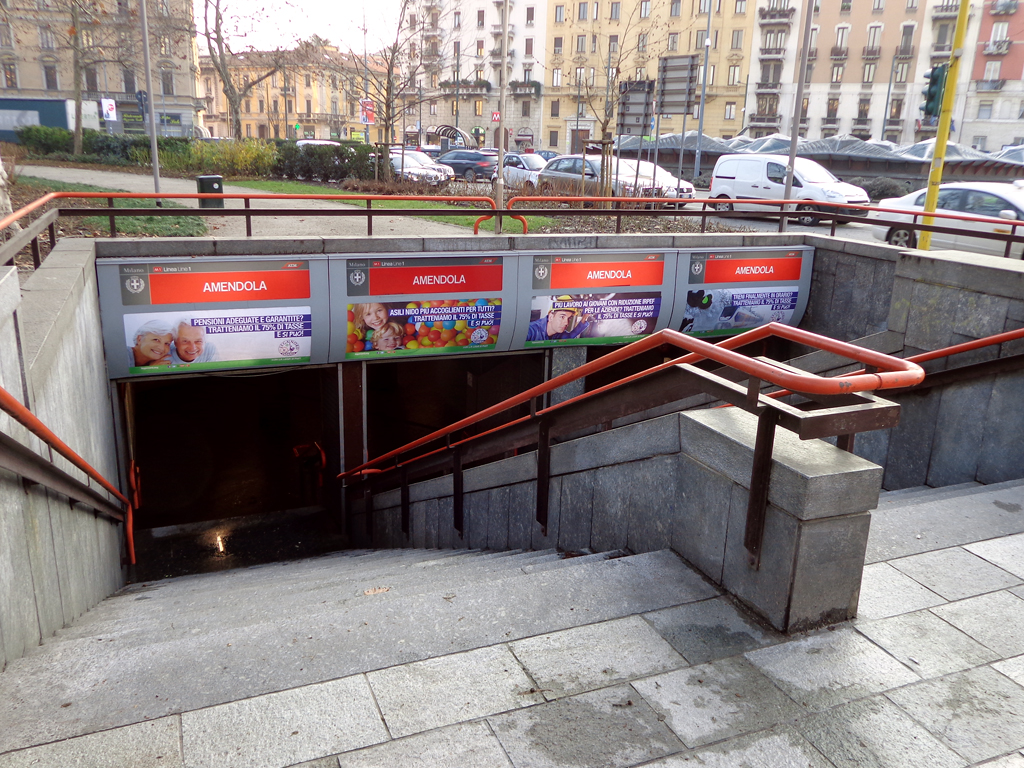
De extra brede toegang voor de bezoekers aan de jaarbeurs

## Ligging en inrichting
Het ondiep gelegen zuilenstation is rond de perrons op niveau -2 uitgevoerd naar het standaardontwerp voor de Milanese lijnen 1 en 2 met twee zijperrons. De verdeelhal is allerminst standaard en is daarom in 2008, samen met station Caiazzo, als architectonisch erfgoed bestempeld. De ruime zeshoekige verdeelhal is gebouwd om een grote hoeveelheid bezoekers aan de jaarbeurs vlot te verwerken. Langs de rand van de verdeelhal zijn verschillende kiosken te vinden.Het noordelijke perron is met trappen en roltrappen rechtstreeks verbonden met de toegangspoortjes in de verdeelhal. De uitstappers kunnen na het afmelden rechtdoor lopen naar de brede tunnel richting de jaarbeurs of een van de andere uitgangen rond het plein kiezen. De instappers vanaf de jaarbeurs kunnen vanuit die brede tunnel door de toegangspoortjes en dan in het verlengde oversteken naar het zuidelijke perron om terug te keren naar de stad. De verdeelhal heeft een glazen dak waardoor het daglicht naar binnenvalt. Het oorspronkelijke westelijke eindpunt, Lotto, ligt 746 meter van het station, het eerste Milanese metrostation Buonarroti ligt 502 meter ten oosten van Amendola.

## Speelfilm
De tweede scene uit de film I fichissimi uit 1981 van regisseur Carlo Vanzina speelt zich op de perrons van Amendola. 